# Illudium
Illudium is een vliegengeslacht uit de familie van de roofvliegen (Asilidae).

## Soorten
- I. hibernum Richter, 1962